# なみだうさぎ〜制服の片想い〜
『なみだうさぎ〜制服の片想い〜』（なみだうさぎ〜せいふくのかたおもい〜）は、水瀬藍による日本の漫画作品。小学館の『Sho-Comi』にて2009年17号から2012年5号まで掲載された。単行本は全10巻。

## 概要
サブタイトルは「あの日、教室でキスをした。」。
水瀬藍が『Sho-Comi』でデビュー後、第4作目の連載作品。
2012年2月、累計発行部数100万部を突破。
同年5月、最終巻と共に水瀬藍・初となる公式ファンブック『なみだうさぎ〜制服の片想い〜桃花に学ぶ愛され力』が同時発売された。

## ストーリー
中学3年生の宇佐見桃花は、「恋」に憧れを抱いている女の子。そんな中、席替えで隣になった地味な少年・鳴海空大には、「隣の席になると一生彼氏が出来ない」という噂がある。しかし、鳴海の意外な素顔や優しさを知る度に、少しずつ彼を近くに感じるようになって…?

## 登場人物
宇佐見桃花（うさみ ももか）
8月10日生まれ
中学3年の席替えで隣になった鳴海空大が好きで、初恋の人。
名前の通り、ウサギが大好き。
鳴海空大（なるみ たかひろ）
9月26日生まれ
カメラが好きで、よく写真を撮っているが人を撮るのは苦手。端から見れば奇行と思える行動をすることから変人呼ばわりをされ、彼に関する都市伝説が作られるほど。
萌愛とは幼なじみ。
で中学3年生のとき、偶然席替えで隣になった桃花と親しくなるが…？
天野涼太（あまの りょうた）
7月28日生まれ
鳴海とは小さい頃からの幼なじみで親友。
優しい性格のイケメン。運動神経も良い。　中学の時から密かに桃花に想いを寄せている。
長谷川萌愛（はせがわ もあ）
ティーン世代の大人気モデル。小さい頃に事故で両親を亡くしている。
鳴海と天野とは小さい頃からの幼なじみ。
二宮快里（にのみや かいり）
桃花の親友。萌愛の大ファンでモデル志望。
野田皐月（のだ さつき）
桃花の親友。冷静な性格で漫画が大好き。
阿久津淳（あくつ　じゅん）
高校の宿泊で桃花たちと知り合う。
桃花に告白しふられ、快里に告白し付き合う。
久遠斗真（くおん　とうま）
阿久津の友達
桃花に思いを抱く。

## 書誌情報
1. 2009年12月24日発売、ISBN 978-4-09-132798-7
2. 2010年3月26日発売、ISBN 978-4-09-133038-3
3. 2010年6月25日発売、ISBN 978-4-09-133247-9
4. 2010年9月24日発売、 ISBN 978-4-09-133347-6
5. 2011年1月26日発売、ISBN 978-4-09-133528-9
6. 2011年4月26日発売、ISBN 978-4-09-133834-1
7. 2011年7月26日発売、ISBN 978-4-09-133670-5
8. 2011年10月26日発売、ISBN 978-4-09-134130-3
9. 2012年2月24日発売、ISBN 978-4-09-134286-7
10. 2012年5月25日発売、ISBN 978-4-09-134519-6